# Mels van Driel
Mels van Driel (Rotterdam, 2 februari 1983) is een voormalig Nederlands betaald voetballer.
Hij speelde in de jeugd bij Feyenoord en in de hoofdmacht bij Excelsior en Fortuna Sittard. Tevens was hij aanvoerder van RBC Roosendaal. Van Driel maakte zijn debuut in het betaalde voetbal op 15 augustus 2003 tegen Emmen. Hij kwam uit als middenvelder. In 2011 kwam zijn loopbaan ten einde en ging hij bij amateurvereniging ASWH spelen. Met die club won hij in 2014 de districtsbeker, landelijke beker voor amateurs en de Supercup voor amateurs. In 2016 veroverde hij nogmaals de districtsbeker met ASWH.

## Clubstatistieken
| Seizoen | Club            | Duels | Goals | Competitie     |
| ------- | --------------- | ----- | ----- | -------------- |
| 2003/04 | Excelsior       | 35    | 1     | Eerste Divisie |
| 2004/05 | Excelsior       | 30    | 0     | Eerste Divisie |
| 2005/06 | Fortuna Sittard | 32    | 0     | Eerste Divisie |
| 2006/07 | Fortuna Sittard | 34    | 0     | Eerste Divisie |
| 2007/08 | Fortuna Sittard | 17    | 0     | Eerste Divisie |
| 2007/08 | RBC Roosendaal  | 12    | 0     | Eerste Divisie |
| 2008/09 | RBC Roosendaal  | 30    | 1     | Eerste Divisie |
| 2009/10 | RBC Roosendaal  | 4     | 0     | Eerste Divisie |
| 2010/11 | RBC Roosendaal  | 26    | 0     | Eerste Divisie |
| Totaal  | Totaal          | 220   | 2     |                |